# Jimmy Jam och Terry Lewis
Jimmy Jam och Terry Lewis är en amerikansk producentduo  bestående av Jimmy Jam (född James Harris III, den 6 juni 1959 i Minneapolis, Minnesota) och Terry Lewis (född 21 november 1956 i Minneapolis, Minnesota). 
De var först medlemmar i gruppen Time i början av 1980-talet och blev senare en av de mest framgångsrika producenterna inom R&B. De hade sina största framgångar som producent till Janet Jackson och har även samarbetat med bland andra Alexander O'Neal, New Edition, Boys II Men, Mary J Blige, Vanessa Williams, Michael Jackson och The Human League.

## Källa
Jimmy Jam & Terry Lewis, Allmusic.com